# Gare de Soulac-sur-Mer
La gare de Soulac-sur-Mer est une gare ferroviaire française de la ligne de Ravezies à Pointe-de-Grave (dite aussi ligne du Médoc), située sur le territoire de la commune de Soulac-sur-Mer, dans le département de la Gironde, en région Nouvelle-Aquitaine.
Elle est mise en service en 1874 par la Compagnie du chemin de fer du Médoc, avant de devenir une gare de la Compagnie des chemins de fer du Midi après le rachat de la ligne en 1912. C'est une gare de la Société nationale des chemins de fer français (SNCF) desservie par les trains du réseau TER Nouvelle-Aquitaine.

## Situation ferroviaire

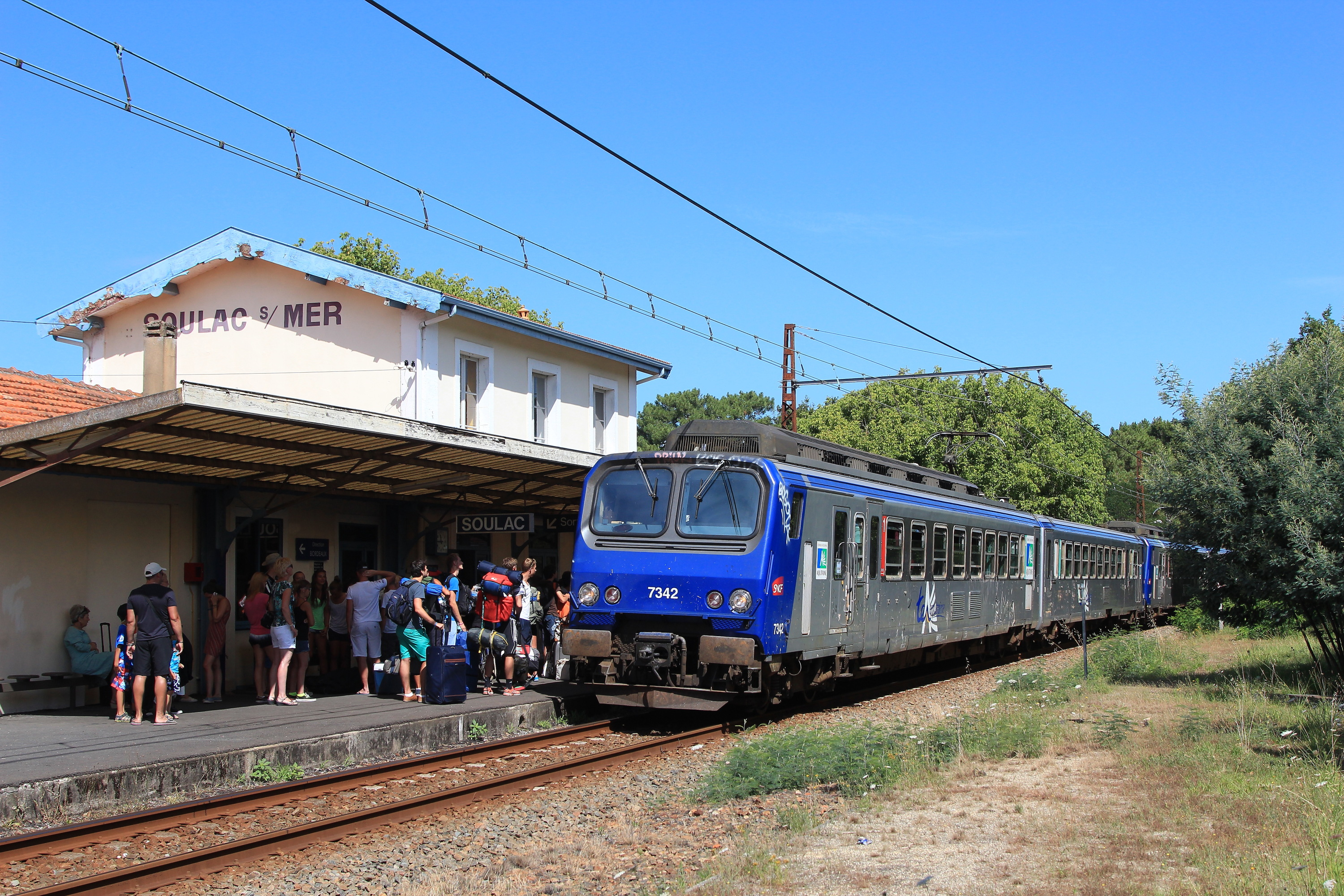
Deux Z 7300 en provenance de La Pointe-de-Grave arrivent en gare.

Établie à 12 mètres d'altitude, la gare de Soulac-sur-Mer est située au point kilométrique (PK) 92,972 de la ligne de Ravezies à Pointe-de-Grave, entre les gares ouvertes de Lesparre et du Verdon. Elle est séparée de Lesparre par les gares aujourd'hui fermées de Gaillan, Queyrac - Montalivet, Vensac, Saint-Vivien et Talais - Grayan.
Elle est équipée d'un unique quai pour l'unique voie qui dispose d'une longueur utile de 246 mètres.

## Histoire

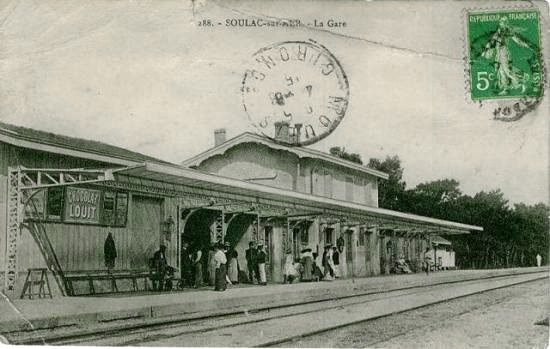
Carte postale ancienne.

La Compagnie du chemin de fer du Médoc met en service la gare de Soulac le 1er août 1874 lors de l'ouverture de la section entre la gare de Lesparre et Soulac, de son chemin de fer de Bordeaux au Verdon. L'inauguration a lieu le lendemain, le train transporte un bon millier de voyageurs (environ 100 en première classe, 200 en seconde et 700 en troisième), cette affluence est due au lien entre cet évènement et le pèlerinage à Notre-Dame de la fin des terres. Après la messe dite sur un autel dressé à proximité de la forêt, la foule rejoint l'hôtel de la Paix pour le banquet.
Le 14 août 1875 a lieu l'ouverture de la section entre Soulac et la gare du Verdon.
En 2024, selon les estimations de la SNCF, la fréquentation annuelle de la gare était de 80 377 voyageurs. Pour 2023, ce chiffre s'élève à 73 908 voyageurs et pour 2022 à 60 670 voyageurs. On dénombre 50 903 voyageurs en 2019, 39 300 en 2018 et 36 686 en 2017.

## Service des voyageurs

### Accueil
Gare SNCF, elle dispose d'un bâtiment voyageurs, avec guichet, ouvert tous les jours.

### Desserte

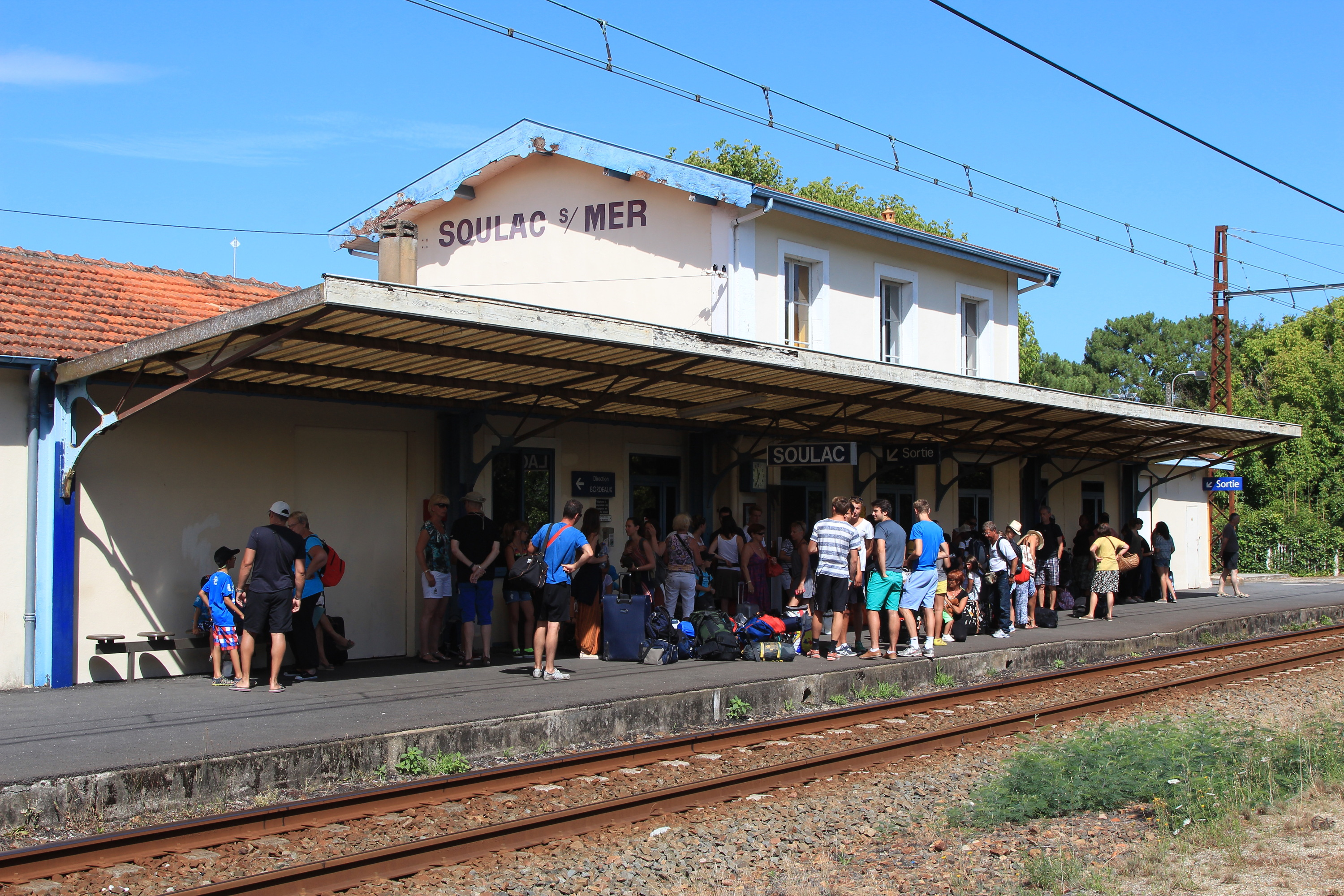
Affluence estivale en gare, en attendant le train pour Bordeaux.

Soulac-sur-Mer est desservie par des trains TER Nouvelle-Aquitaine qui circulent entre Bordeaux-Saint-Jean et le Verdon. En juillet et août, une partie de ces trains continue vers ou est en provenance de La Pointe-de-Grave.

### Fréquentation
De 2015 à 2023, selon les estimations de la SNCF, la fréquentation annuelle de la gare s'élève aux nombres indiqués dans le tableau ci-dessous.
| Année     | 2015   | 2016   | 2017   | 2018   | 2019   | 2020   | 2021   | 2022   | 2023   |
| --------- | ------ | ------ | ------ | ------ | ------ | ------ | ------ | ------ | ------ |
| Voyageurs | 32 954 | 30 531 | 36 686 | 39 300 | 50 903 | 39 215 | 53 384 | 60 670 | 73 908 |

### Intermodalité
Un parking pour les véhicules y est aménagé.